# Nick Clegg
Sir Nicholas William Peter Clegg, známý jako Nick Clegg, (* 7. ledna 1967, Chalfont St Giles, Buckinghamshire) byl v letech 2007 až 2015 předsedou britské politické strany Liberálních demokratů. Mezi lety 2005 a 2017 byl členem parlamentu. V roce 2017 odešel z britské politiky a přestěhoval se do Spojených států amerických. 
V říjnu 2018 se stal viceprezidentem pro globální záležitosti a komunikaci ve společnosti Facebook (od roku 2021 Meta Platforms). V roce 2022 povýšil na prezidenta pro globální záležitosti. Na začátku roku 2025 oznámil, že do několika měsíců z funkce odstoupí.

## Život
Clegg se narodil v roce 1967 v Chalfont St Giles, Buckinghamshire jako třetí ze čtyř dětí. Jeho poloruský otec Nicholas byl bankéř a předseda společnosti The Daiwa Anglo-Japanese Foundation. Jeho nizozemská matka Hermance van den Wallová-Bakeová byla učitelkou dětí se speciálními vzdělávacími potřebami a jako dívka byla za druhé světové války i s rodinou internována Japonci v Jakartě. Byl vychován dvojjazyčně v nizozemštině a angličtině, mluví také francouzsky, německy a španělsky.
Dne 18. prosince 2007 se stal předsedou Liberálních demokratů. Po všeobecných volbách v roce 2010, kdy se díky koalici s Konzervativní stranou dostali Liberální demokraté do vlády, zastával funkci vicepremiéra. Po všeobecných volbách v roce 2015 jeho strana utrpěla těžký debakl, a Clegg proto dne 8. května 2015 rezignoval na funkci předsedy strany.
V roce 2016, během referenda o vystoupení z Evropské unie, se Clegg vrátil mezi vedení strany a stal se mluvčím strany pro toto téma. V následujících volbách v roce 2017 neuspěl. Následně opustil britskou politiku a přestěhoval se do Spojených států amerických.
V říjnu 2018 se stal viceprezidentem pro globální záležitosti a komunikaci ve společnsoti Facebook (od roku 2021 Meta Platforms). V roce 2022 povýšil na prezidenta pro globální záležitosti. Na začátku roku 2025 oznámil, že do několika měsíců z funkce odstoupí. Nahradit ho má Joel Kaplan, republikán, který sloužil v administrativě prezidenta George W. Bushe.